# Iekaterina Parliuk
Iekaterina Parliuk   (Ulan-Udè, 21 de gener de 1935 - Sant Petersburg, 22 de setembre de 2004) fou una atleta russa, especialista en curses de velocitat i mig fons, que va competir sota bandera soviètica durant les dècades de 1950 i 1960.
El 1960 va prendre part en els Jocs Olímpics d'Estiu de Roma, on quedà eliminada en sèries en la cursa dels 800 metres del programa d'atletisme.
En el seu palmarès destaca una medalla de plata en la cursa dels 400 metres del Campionat d'Europa d'atletisme de 1958, rere la seva compatriota Maria Ítkina. Va ser campiona de l'URSS en 400 metres el 1957, 1961 i 1962, en els 800 metres el 1960 i en el relleu de 4x200 metres el 1957 i 1960.

## Millors marques
- 400 metres. 53.9" (1961)
- 800 metres. 2' 05.0" (1960)[5]